# Badulf
Badulf, opat z Ainay – żyjący najpóźniej w V wieku święty katolicki.

## Życiorys
Był pierwszym przełożonym opactwa w Ainay (fr. L’abbaye d’Ainay, dzis. Basilique Saint-Martin d’Ainay w dzielnicy Lyonu), powstałego na miejscu spalonych ciał św. Potyna (pierwszego biskupa Lyonu) i 47 towarzyszy męczenników z Lugdunum (dzis. Lyon).
Zachowane zapiski czynią niepewnym okres i chronologię życia i śmierci św. Badulfa. Faktem pozostaje jednak kult, jaki towarzyszył tej postaci.
Jego wspomnienie obchodzono w Kościele katolickim 19 sierpnia.